# Henry Bell (engenheiro)
Henry Bell (7 de abril de 1767 – 14 de março de 1830) foi um engenheiro escocês que ficou famoso por introduzir o primeiro serviço de barco a vapor de passageiros na Europa.